# Universidade do Trabalho do Uruguai

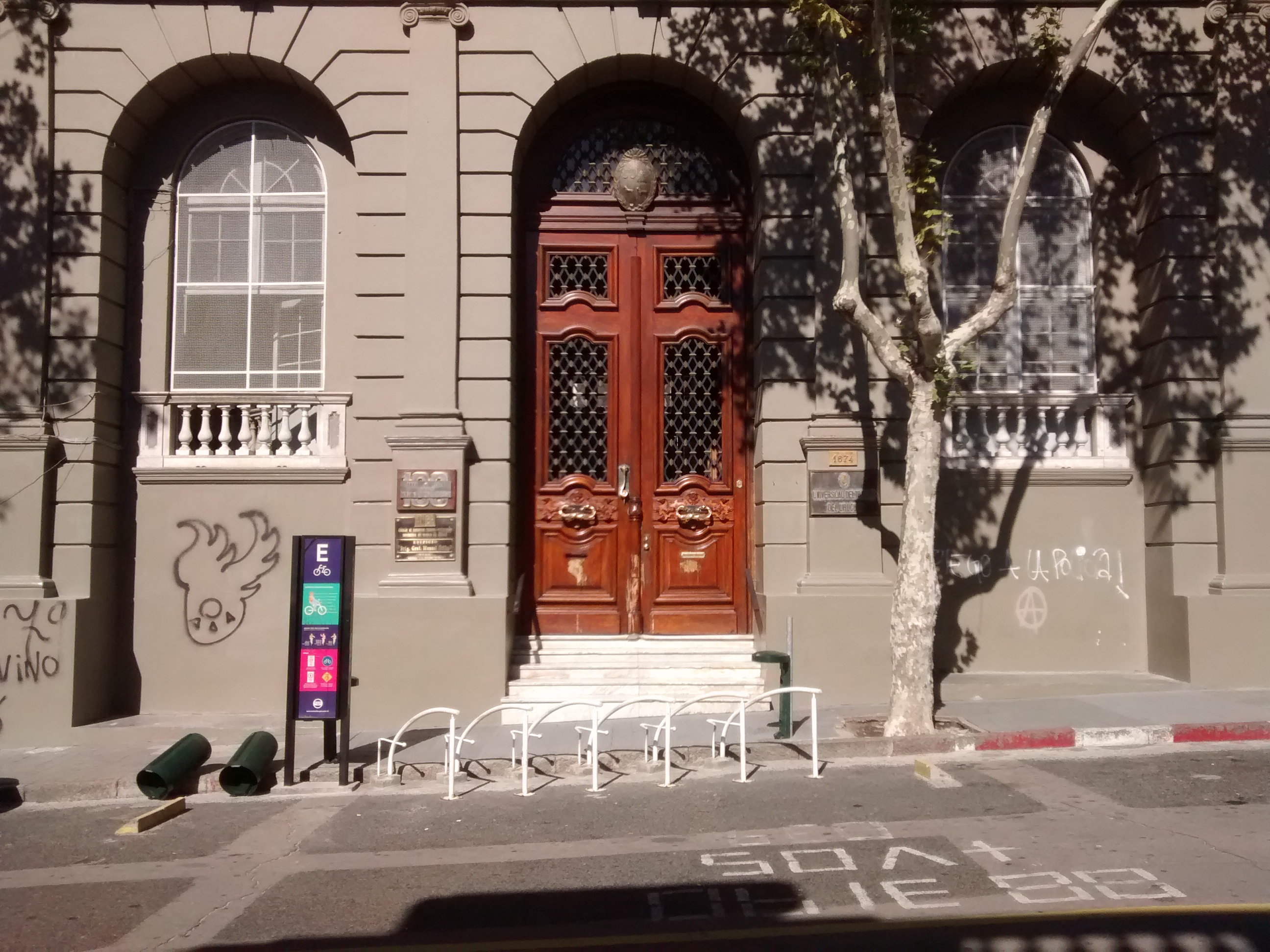

A Universidade do Trabalho do Uruguai (UTU), também conhecido como Conselho de Educação Técnico Profissional é uma instituição de ensino técnico pública uruguaia, com sede em Montevidéu, departamento de Montevidéu. Foi fundada no ano de 1878.

## Cursos da UTU
- Agrário
- Artístico artesanal
- Calçado e couro
- Administração
- Comunicação
- Construção
- Estética
- Gastronomia
- Gráfico
- Eletrotécnico e eletrônica
- Informática
- Madeira e mobilhamento
- Marítimo (pescaria)
- Metal (mecânica)
- Óptica
- Química
- Segurança e higiene
- Hotelaria e turismo
- Vestimenta